# Young (Uruguay)
Young  è una città dell'Uruguay, situata a nord del dipartimento di Río Negro. Si trova a 82 metri sul livello del mare. Ha una popolazione di circa 14.521 abitanti.